# Norman (lied)
Norman is een lied geschreven door John D. Loudermilk. Hij schreef het voor Sue Thompson, voor wie hij meerdere hits schreef. Het lied kent een rijke coverhistorie. Er zijn meer dan vijftig uitvoeringen bekend. Thema: de zangeres krijgt aanbiedingen voor een afspraakje van Jimmy en Joey, zij moeten Norman maar bellen, haar grootste liefde.
Verkoopcijfers waren er nog niet voor Nederland; er was nog geen hitparade. De eerste Nederlandse Top 40 verscheen pas in 1965. Toch geeft de lijst in Muziek Expres wel inzicht in de populariteit van het liedje. Zowel de versie van Sue Thompson, als die van Willeke Alberti hebben er enige maanden (het waren maandlijsten) ingestaan. De resultaten werden bij elkaar opgeteld.

## Sue Thompson
Sue Thompson haalde er grote successen mee in de Verenigde Staten, nadat zij een aantal jaren geen plaatje had uitgebracht. Zij haalde uiteindelijk de derde plaats in de Billboard Hot 100. Het plaatje ging geheel voorbij aan het Verenigd Koninkrijk.

### NPO Radio 2 Top 2000
Norman stond alleen in 1999 in de NPO Radio 2 Top 2000, op plek 1888.

## Carol Deene
Een tijdje later konden er toch royalty's bijgeschreven worden vanuit het Verenigd Koninkrijk. De versie van Sue Thompson bleef dan vrij onbekend; de versie van Carol Deene haalde in acht weken notering de 24e plaats in de Britse single Top 50. Zij zong destijds in Engeland, wat Thompson in de VS zong. Zij deelden namelijk ook al het succes van Sad movies (make me cry).

## Nederland
In Nederland pakte Willeke Alberti het liedje op in een arrangement en vertaling van Jack Bulterman. Tegelijkertijd verscheen van deze versie een exemplaar in het Duits.
Willeke was niet de enige Nederlandse artiest, die het op haar repertoire nam: Gonnie Baars gebruikte het als B-kant van haar debuutsingle Twee kleine Italianen; het is dan ook nog 1962. Daarnaast verzorgde(n) de The Three Jacksons een instrumentale versie.